# Леми Килмистер
Ијан Фрејзер "Леми" Килмистер (енгл. Ian Fraser "Lemmy" Kilmister *24. децембар 1945 — 28. децембар 2015) био је енглески рок музичар. Он је најпознатији као певач, басиста, главни текстописац и оснивач и једини стални члан у хеви метал бенду Моторхед, као и бивши члан бенда Хавквинд. Он је такође познат по свом изгледу: чувеним зулуфима, истакнутим младежима на лицу, и сувом и грубом гласу.
Леми је икона хеви метал музике, и један од најпознатијих и најмаркантнијих извођача тог жанра.

## Биографија
Леми је рођен на Бадње вече у Бурслем области Стоук на Тренту, Стафордшир. Када је Леми имао три месеца, његов отац, бивши капелан Краљевског ратног ваздухопловства, се развео од његове мајке. Његова мајка и бака су се преселиле у Њукасл под Лајмом, а затим су се преселили на Медли Кад је Леми имао 10 година, његова мајка се удала за бившег фудбалер Џорџа Вилиса, који је већ имао двоје старије деце из претходног брака, Патришу и Тонија, са којима се Леми није слагао.
Породица се преселила на фарму у Бенлех, Англси, северни Велс. Када је Леми касније коментарисао живот тамо, рекао је: "занимљиво, бити једино енглеско дете међу 700 велшке деце није баш најсрећнија ствар - али било је занимљиво са антрополошког становишта" Ишао је у "Исгол Сир Томас Џоунес" школу у Амлвчу, где је добио надимак Леми, иако није сигуран зашто. Касније се тврдило да надимак потиче од израза "'ајде (позајми ми) фунту до петка" због његове навике да позајмљује новац од људи како би одржавао своју зависност о слот машинама Убрзо је почео да показује интересовање за рокенрол, девојке и коње.
Напустио је школу и са породицом се преселио у Конви, где је почео да обавља физичке послове, укључујући и рад у локалној фабрици Хотпоинт, а истовремено је свирао гитару за локалне бендове, као што је Саундовнерс, и проводио време у школи за јахање. Када је имао 17 година, упознао је на летовању девојку по имену Кети. Са њом је отишао у Стокпорт и добио сина, Шона, кога је дао на усвајање.
Леми је видео наступ Битлса у "Каверн клубу", када је имао 16 година, а затим је вежбао свирање гитаре уз њихов први албум "Please Please Me". Дивио се саркастичном ставу групе, нарочито Џону Ленону. Преминуо је 28. децембра 2015. у 70. години живота.